# Malgrat de Segarra
Malgrat es una localidad española del municipio leridano de Cervera, en la comunidad autónoma de Cataluña.

## Geografía
En los alrededores de Malgrat se encuentran otras poblaciones como Preñanosa, La Manresana, Castellnou de Olujas y Olujas. El río Sió pasa por el entorno de la localidad.

## Historia
A mediados del siglo XIX, la localidad, perteneciente por entonces al distrito municipal de Preñanosa, contaba con 46 habitantes. Aparece descrita en el undécimo volumen del Diccionario geográfico-estadístico-histórico de España y sus posesiones de Ultramar de Pascual Madoz de la siguiente manera:

MALGRAT: l. del distrito municipal de Preñanosa (1/3 leg.), en la prov. de Lérida (7 1/2), part. jud. de Cervera (1), aud. terr. y c. g. de Cataluña (Barcelona 14 2/3), dióc. de Solsona (13 2/3): sit. en una altura bastante despejada de donde se descubre la mayor parte de los pueblos de la ribera del Sió, cuyo r. pasa á 500 pasos de las casas; los vientos reinantes son el S. y O., y el clima es sano y templado. Se compone de 10 casas de fea construccion, y una igl. (Ntra. Sra. de Agosto) aneja de la parr. de Preñanosa; el cementerio está á pocos pasos del pueblo en la misma altura: dentro del térm. hay una fuente de agua potable para el surtido de los vec. y una balsa para abrevadero de los ganados. Confina aquel por el N. con Preñanosa; E. Manresana; S. Castellnou de Olujas, y O. Olujas. El terreno es de mediana calidad la parte que se riega con las aguas del r. Sió, y de mala lo restante, con monte poblado de olivos, algunos árboles frutales, almendros, nogales y pocos olivos. caminos: dirigen á los pueblos inmediatos, de herradura y en mal estado: la correspondencia la reciben en la adm. de Cervera por encargo mútuo que se hacen los vec. cuando pasan al mercado de la misma. prod.: trigo, cebada, vino, poco aceite, hortalizas y algunas frutas; cria ganado vacuno y mular para la labranza; caza escasa de conejos y perdices. ind.: un molino harinero en el térm. pobl.: 5 vec., 46 alm. riqueza imp.: 13,468. contr.: el 14'48 por 100 de esta riqueza.
(Madoz, 1848, p. 111)

En la actualidad pertenece al municipio de Cervera. En 2021 la entidad singular de población tenía censados 2 habitantes y el núcleo de población 0 habitantes.